# Big Sky (serie de televisión)
Big Sky es una serie de televisión estadounidense de drama procesal creada por David E. Kelley y basada en la novela The Highway de C. J. Box. La serie se estrenó en ABC el 17 de noviembre de 2020. En mayo de 2021, la serie fue renovada para una segunda temporada, que se estrenó el 30 de septiembre de 2021. En mayo de 2022, la serie fue renovada para una tercera temporada, que se estrenó el 21 de septiembre de 2022 bajo el subtítulo de Deadly Trails.
En mayo de 2023, la serie fue cancelada después de tres temporadas.

## Sinopsis
La serie sigue a «los detectives privados Cassie Dewell y Cody Hoyt se unen a su esposa y ex-policía, Jenny Hoyt, para buscar a dos hermanas que han sido secuestradas por un camionero en una remota autopista en Montana. Pero cuando descubren que no son las únicas chicas que han desaparecido en la zona, deben correr contra el reloj para detener al asesino antes de que se lleve a otra mujer».

## Elenco y personajes
| Personaje           | Interpretado por     | Temporadas | Temporadas | Temporadas |
| Personaje           | Interpretado por     | 1          | 2          | 3          |
| ------------------- | -------------------- | ---------- | ---------- | ---------- |
| Jenny Hoyt          | Katheryn Winnick     | Principal  | Principal  | Principal  |
| Cassie Dewell       | Kylie Bunbury        | Principal  | Principal  | Principal  |
| Ronald Pergman      | Brian Geraghty       | Principal  | Principal  |            |
| Helen Pergman       | Valerie Mahaffey     | Principal  |            |            |
| Denise Brisbane     | Dedee Pfeiffer       | Principal  | Principal  | Principal  |
| Jerrie Kennedy      | Jesse James Keitel   | Principal  | Invitada   |            |
| Danielle Sullivan   | Natalie Alyn Lind    | Principal  |            |            |
| Grace Sullivan      | Jade Pettyjohn       | Principal  |            |            |
| Rick Legarski       | John Carroll Lynch   | Principal  |            |            |
| Wolf Legarski       | John Carroll Lynch   |            | Principal  |            |
| Cody Hoyt           | Ryan Phillippe       | Principal  |            |            |
| Horst Kleinsasser   | Ted Levine           | Principal  |            |            |
| Scarlet Leyendecker | Anja Savcic          | Recurrente | Principal  |            |
| Ren Bhullar         | Janina Gavankar      |            | Principal  |            |
| Travis Stone        | Logan Marshall-Green |            | Principal  |            |
| Mark Lindor         | Omar Metwally        | Recurrente | Principal  |            |
| Tonya Walsh         | Jamie-Lynn Sigler    |            | Recurrente | Principal  |
| Mo Poppernak        | J. Anthony Pena      |            | Recurrente | Principal  |
| Beau Arlen          | Jensen Ackles        |            | Invitado   | Principal  |
| Sunny Barnes        | Reba McEntire        |            |            | Principal  |

### Principal
- Katheryn Winnick como Jenny Hoyt
- Kylie Bunbury como Cassie Dewell
- Brian Geraghty como Ronald Pergman
- Valerie Mahaffey como Helen Pergman
- Dedee Pfeiffer como Denise Brisbane
- Natalie Alyn Lind como Danielle Sullivan
- Jesse James Keitel como Jerrie Kennedy[10]
- Jade Pettyjohn como Grace Sullivan
- John Carroll Lynch como Rick Legarski
- Ryan Phillippe como Cody Hoyt
- Ted Levine como Horst Kleinsasser

### Recurrente
- Brooke Smith como Merrilee Legarski
- Gage Marsh como Justin Hoyt
- Jeffrey Joseph como Joseph Dewell
- Gabriel Jacob-Cross como Kai Dewell
- Patrick Gallagher como el Alguacil Walter Tubb
- Camille Sullivan como Joanie Sullivan
- Chad Willett como Robert Sullivan
- Sharon Taylor como la Comandante Elena Sosa
- Omar Metwally como Mark Lindor
- Anja Savcic como Scarlet Leyendecker
- Zoë Noelle Baker como Phoebe Leyendecker
- Michael Raymond-James como Blake Kleinsasser
- Britt Robertson como Cheyenne Kleinsasser
- Kyle Schmid como John Wayne «JW» Kleinsasser
- Ryan Dorsey como Rand Kleinsasser
- Michelle Forbes como Margaret Kleinsasser
- Carlos Gómez como Gil Amaya
- Michelle Veintimilla como Rosie Amaya
- Sebastian Roché como el Alguacil Wagy
- Rachel Colwell como Angela

## Episodios
| Temporada | Temporada | Episodios | Episodios | Emisión original         | Emisión original    |
| Temporada | Temporada | Episodios | Episodios | Primera emisión          | Última emisión      |
| --------- | --------- | --------- | --------- | ------------------------ | ------------------- |
|           | 1         | 16        | 16        | 17 de noviembre de 2020  | 18 de mayo de 2021  |
|           | 2         | 18        | 18        | 30 de septiembre de 2021 | 19 de mayo de 2022  |
|           | 3         | 13        | 13        | 21 de septiembre de 2022 | 18 de enero de 2023 |

### Temporada 1 (2020–21)
| N.º en serie | N.º en temp. | Título                                  | Dirigido por          | Escrito por                                     | Fecha de emisión original | Código de prod. | Audiencia (millones) |
| --- | ------------ | --------------------------------------- | --------------------- | ----------------------------------------------- | ------------------------- | --------------- | -------------------- |
| 1 | 1            | «Pilot»                                 | Paul McGuigan         | David E. Kelley                                 | 17 de noviembre de 2020   | 1DHW01          | 4,15                 |
| Ronald Pergman, un camionero soltero de 38 años, secuestra a Jerrie, una prostituta que conoce en una parada de camiones. Más tarde, mientras conduce por la autopista, se encuentra con dos hermanas, Danielle y Grace Sullivan, y las secuestra también después de que su coche se avería. El novio de Danielle, Justin, contacta con sus padres, los ex policías Cody y Jenny Hoyt. Cody, un detective privado, pide a su exesposa Jenny que le ayude, aunque ella y su compañera Cassie no se gustan. También se pone en contacto con Rick Legarski, un patrullero estatal que le informa de que varias otras jóvenes han desaparecido en el mismo tramo de la autopista en los últimos años. Danielle y Grace intentan escapar, pero Ronald las domina y las encierra, junto con Jerrie, en un lugar no revelado. Cody y Rick se reúnen para comenzar la investigación, y discuten la posibilidad de que el secuestrador sea un camionero que pueda estar involucrado en la trata de personas. Mientras Cody arranca su camión, Rick le dispara. Luego llama a Ronald con una advertencia de que alguien sabe de él. |              |                                         |                       |                                                 |                           |                 |                      |
| 2 | 2            | «Nowhere to Run»                        | Paul McGuigan         | David E. Kelley                                 | 24 de noviembre de 2020   | 1DHW02          | 4,46                 |
| Rick y Ronald enterraron el camión de Cody y el auto de Danielle y Grace. Rick le explica a Ronald que su secuestro de Danielle y Grace presenta un problema difícil ya que tienen familias y amigos que los aman y los buscarán (a diferencia de las prostitutas que se han estado llevando). Cassie tiene una conversación con Rick y se forma la impresión de que es un sociópata y sospecha que está involucrado en la desaparición de las chicas. Grace confirma que Jerrie tiene un pene. Las chicas deciden que Ronald debe ser una especie de pervertido, y posiblemente un «fanático religioso» y deciden que podrían manipularlo cantando canciones de gospel. Ronald parece estar emocionalmente conmovido por sus canciones y preocupado por lo que teme que eventualmente tenga que hacer. Rick le ordena a Ronald que prepare a Jerrie para entregarlo a la red de tráfico sexual, mientras sigue considerando qué hacer con Danielle y Grace. Ronald lleva a Jerrie a una ducha para limpiarse. Ella se quita una peluca e insiste en que Ronald la mire desnuda, obligando a Ronald a ver por qué la red de tráfico no estaría interesada en ella. Ronald la lleva de vuelta a la celda con las otras chicas y se lo cuenta a Rick. Ahora, ninguna de las tres chicas tiene ningún valor para ellos. Incapaz de dormir esa noche, Ronald se acurruca con su madre en la cama de ella, y observan un viejo retrato de la madre de Ronald como una joven en el que el parecido con Jerrie es inconfundible. El episodio termina con las tres jóvenes en su celda, cantando canciones de gospel. |              |                                         |                       |                                                 |                           |                 |                      |
| 3 | 3            | «The Big Rick»                          | Gwyneth Horder-Payton | David E. Kelley & Jonathan Shapiro              | 1 de diciembre de 2020    | 1DHW03          | 4,13                 |
| Cassie tiene otro encuentro con Rick en el que es extremadamente hostil y amenaza con arrestarla «solo porque el lo desea» si no deja de investigar la desaparición de las chicas y de Cody. Cassie está convencida de que Rick está involucrado de alguna manera, opinión que se refuerza cuando Jenny se entera de que Cody nunca llegó a la iglesia/complejo al que se dirigía. La madre de Ronald se enfrenta a él, diciendo que puede decir que no está haciendo nada bueno. Las chicas se las arreglan para aflojar un panel en el contenedor y hacer un agujero que sólo Grace puede atravesar. Grace intenta escapar por una alcantarilla de drenaje y Ronald la ve y la sigue. Pero la alcantarilla tiene un derrumbe entre ellos y ella escapa. Gracia se encuentra con un hombre pescando en un arroyo y le pide ayuda, pero Rick aparece y le dispara al pescador en el corazón con un arco, matándolo. Grace corre y Rick le dispara dos veces en la pierna con el arco, lo que la hace incapaz de correr o caminar. Rick ata a Grace, quita las flechas, dejando heridas que necesitan ser desinfectadas y cosidas, y la devuelve al contenedor. Mientras Ronald repara el panel suelto, Grace le grita con rabia, diciendo que escapará de nuevo y lo derrotará. |              |                                         |                       |                                                 |                           |                 |                      |
| 4 | 4            | «Unfinished Business»                   | Gwyneth Horder-Payton | Annakate Chappell & Matthew Tinker              | 8 de diciembre de 2020    | 1DHW04          | 3,51                 |
| El ciclo de noticias se ha saturado con historias sobre la desaparición de Danielle y Grace, lo que ha agitado mucho a Rick. Encuentra otro sindicato de tráfico sexual que se llevará a las tres chicas pero no pagará por ellas. En el contenedor, las heridas de Grace se han infectado y tiene fiebre alta. Los gusanos han invadido una lata de carne que las chicas abrieron pero no comieron y Grace pide a las otras chicas que pongan gusanos en sus heridas ya que tienen un ligero efecto desinfectante. Ronald intenta desinfectar las heridas de Grace con peróxido de hidrógeno pero todas saben que no será suficiente. Ronald aparece en la tienda de la esposa de Rick, Merrilee, y la invita a un baile. Ella va, y ellos bailan. Jenny va de incógnito como prostituta a una parada de camiones para intentar recoger pruebas y tiene un encuentro con un camionero que casi se convierte en un juego de armas. Rick aparece en el contenedor e inyecta en la pierna de Grace un antibiótico veterinario. Jenny y Cassie rastrean el todoterreno de Rick hasta el lugar donde las chicas están retenidas. Mientras registran el edificio, las chicas las oyen y empiezan a gritar pidiendo ayuda, y Grace parece recuperarse un poco. Cassie cree que oye algo, pero ella y Jenny temen que sea alguien que viene y se va, sin rescatar a las chicas. |              |                                         |                       |                                                 |                           |                 |                      |
| 5 | 5            | «A Good Day to Die»                     | Jennifer Lynch        | Jonathan Shapiro                                | 15 de diciembre de 2020   | 1DHW05          | 3,96                 |
| Cassie tiene una corazonada y la sigue obteniendo planos de la propiedad remota donde rastrearon a Legarski, confirmando que hay un nivel inferior que no revisaron. Ella y Jenny convencen al sheriff Tubb para que lleve un equipo de oficiales a la propiedad, pero solo encuentran a Legarski almorzando allí después de que Ronald ha trasladado a las chicas a un vehículo. Tubb es regañado por el jefe de MHP de Rick. Se prepara para arrestar a Cassie y Jenny por colocar el rastreador en un vehículo policial, pero Jenny asume toda la culpa y sólo ella es encarcelada. La madre de Ronald lo acusa de tener algo que ver con la desaparición de las chicas, llamando a sus impulsos «pervertidos». Ronald comienza a estrangularla, pero se detiene. Con las chicas trasladadas a la parada de camiones abandonada donde Rick había conocido a Cody y más tarde a Cassie, Tubb le recuerda a Cassie que las personas son «criaturas de hábitos» y ella se dirige a la parada de camiones abandonada. Se encuentra con Legarski al pie de una escalera, y oye los gritos apagados de las chicas. Después de un enfrentamiento, Legarski va a por su arma de servicio y Cassie le dispara en la cabeza. |              |                                         |                       |                                                 |                           |                 |                      |
| 6 | 6            | «The Wolves Are Always Out for Blood»   | Mark Tonderai         | Maria Sten                                      | 26 de enero de 2021       | 1DHW06          | 3,84                 |
| Rick sobrevive a su herida en la cabeza y a la operación, pero está en coma. Grace es hospitalizada, y ella y Danielle describen a Ronald como un «dulce psicópata» a Cassie. Después de que el camión de Cody es desenterrado con su cuerpo dentro, Jenny se centra en organizar un servicio conmemorativo para él, pero sigue obsesionada con encontrar al camionero que las chicas han descrito. El sheriff Tubb interroga a Cassie sobre los detalles del tiroteo de Rick y registra la casa de los Legarski. Ronald planea entrar en la casa de los Legarski, creyendo que Rick tiene pruebas contra él; Ronald también acecha a Jerrie. En la habitación de Rick en el hospital, Jenny le pregunta a Merrilee lo bien que conoce a Rick, añadiendo que, la última vez que se vio a Cody con vida, al parecer fue asesinado por Rick. Cassie y Jerrie ayudan a Jenny a superar el funeral de Cody, y Cassie le pide más tarde a Jenny que ocupe el lugar de Cody como su compañera de investigación. Rick despierta del coma. |              |                                         |                       |                                                 |                           |                 |                      |
| 7 | 7            | «I Fall to Pieces»                      | Jennifer Lynch        | Annakate Chappell & Matthew Tinker              | 2 de febrero de 2021      | 1DHW07          | 3,66                 |
| Rick parece tener pérdidas de memoria a corto plazo de los últimos años. El sindicato de policías estatales le nombra un abogado despiadado, que amenaza con severas represalias, incluso a los médicos de Rick si cooperan con la policía. Grace conduce a la policía hasta el cuerpo del pescador que Rick mató, y ella identifica cara a cara a Rick como el asesino y como su secuestrador. Ronald le dice a Helen que matará, si es necesario, para evitar su captura. Llama repetidamente a Merrilee, ofreciéndole apoyo y preparándola para que le invite a su casa, para poder recuperar cualquier documento incriminatorio de la habitación segura de Rick. Cuando Ronald se va a casa de Merrilee, Helen revela su intención de entregarlo. Él responde rompiéndole el cuello y apoyando su cuerpo sin vida en una silla. La policía elabora un excelente retrato robot de Ronald, basado en las aportaciones de Jerrie. Jenny y Cassie muestran el boceto a una aturdida Merrilee, que responde «¡Está aquí! Está en la casa». |              |                                         |                       |                                                 |                           |                 |                      |
| 8 | 8            | «The End is Near»                       | Hanelle Culpepper     | Morenike Balogun                                | 9 de febrero de 2021      | 1DHW08          | 3,65                 |
| Tras descubrir que «Mitchell» se ha escapado de la casa de los Legarski, Cassie y Jenny buscan pistas y encuentran el agujero que Ronald hizo en la pared del armario. El boceto de Ronald aparece en el periódico. Erik, un repartidor de periódicos, ve a Ronald mientras entrega su periódico y hace la conexión. Cuando Erik intenta hacer una foto de la casa, Ronald lo captura y lo mete en una jaula en el sótano. La madre de Erik visita a Denise en la oficina de los detectives para decirle que su hijo nunca volvió a casa. Un sacerdote visita la casa de los Pergman, diciendo que Helen se perdió su reunión de la tarde. Cuando el sacerdote escucha los gritos apagados y los golpes de Erik, Ronald mata al hombre. En el hospital, Cassie y Jenny intentan arrancarle una confesión a Rick, pero se marchan convencidas de que no recuerda nada. Sin embargo, cuando Merrilee le hace una pregunta y Rick dice que no recuerda nada, ella le ve tamborilear con los dedos. |              |                                         |                       |                                                 |                           |                 |                      |
| 9 | 9            | «Let It Be Him»                         | Michael Goi           | Jonathan Shapiro                                | 16 de febrero de 2021     | 1DHW09          | 4,14                 |
| Rick tiene una pesadilla sobre las prostitutas que envió a la red de tráfico y se disculpa en voz alta. Merrilee escucha la disculpa y trata de sacarle la verdad a Rick de nuevo. El abogado le cuenta a Merrilee cómo puede Rick evitar la cárcel. A través de las pistas que le da Rick, Merrilee se da cuenta de que él quería matarla cuando lo sorprendió en su dormitorio con un martillo y que ha estado mintiendo sobre su pérdida de memoria. Entonces saca el martillo y mata a Rick. Ronald ha sido identificado, y la policía, Cassie y Jenny van a su casa y la encuentran manipulada para que explote. Jenny saca un cuerpo encapuchado justo antes de la explosión, pero es el cadáver de Helen. Ronald se ha llevado a Erik y está huyendo en el Tesla del cura. Cassie y Jenny alcanzan el vehículo, ven que se conduce de forma autónoma con Erik vivo en el asiento del copiloto, y se ponen delante para hacer que el vehículo se detenga automáticamente. Cuando llega la policía, Erik les dice que Ronald se bajó en un paso elevado varios kilómetros atrás. Más tarde se muestra a Ronald conduciendo su gran camión. |              |                                         |                       |                                                 |                           |                 |                      |
| 10 | 10           | «Catastrophic Thinking»                 | Gwyneth Horder-Payton | Annakate Chappell & Matthew Tinker              | 13 de abril de 2021       | 1DHW10          | 3,43                 |
| Tres meses después de los acontecimientos del episodio anterior, Ronald aparece con el pelo rojo y gafas, con el nombre de Arthur, y saliendo con una madre soltera llamada Scarlet. Jerrie, que ahora trabaja en Dewell & Hoyt, sigue recibiendo llamadas telefónicas con una fuerte respiración en la línea. Está convencida de que es Ronald. Mientras tanto, Cassie y Jenny se encargan de un caso doméstico, siguiendo a Alan Hedley, cuya esposa, Naomi, sospecha que le engaña. Sin embargo, resulta que Alan está involucrado en un plan ilegal para hacer dinero con dos amigos que pronto se vuelven contra él. En defensa propia, Alan asesina a uno de los cómplices, mientras que Jenny se ve obligada a disparar y asesinar al segundo. Se revela que el padre de Naomi ha estado involucrado con Alan. Cassie y Jenny reciben la visita del Aguiacil de los Estados Unidos Mark Lindor, que quiere ayudar en el caso Pergman. En otro lugar del condado de Lochsa, el prominente ranchero Horst Kleinsasser visita a su hijo, Blake, en la cárcel del condado. Horst deja caer un puñado de tierra en las manos de Blake, diciendo que eso es todo lo que obtendrá del rancho. |              |                                         |                       |                                                 |                           |                 |                      |
| 11 | 11           | «All Kinds of Snakes»                   | Stephen Kay           | Elwood Reid & Maria Sten                        | 13 de abril de 2021       | 1DHW11          | 3,43                 |
| Mark hace que Cassie se reúna con él en un desguace, donde ha encontrado una cabina de camión. Le señala un panel en la cabina dormitorio que tiene un «ayudame» y «Kelli» rayados. Jenny visita la cárcel del condado de Lochsa después de recibir una llamada de Blake, que se revela como alguien con quien salió una vez. Blake ha sido acusado de agredir físicamente a Rosie, hija de un cuidador del rancho que fue despedido abruptamente. Jenny está convencida de que a Blake, que iba a heredar el rancho, le han tendido una trampa el resto de su familia, incluidos sus hermanos JW, Rand y Cheyenne. Pronto queda claro que los Kleinsasser dirigen el condado. Jenny se adentra en el rancho para comprobar la cabaña donde Rosie fue asaltada y llama a Cassie para que se una a ella. Mientras Jenny se mete en problemas con Rand, Cassie es arrestada por el sheriff del condado, y se sorprende cuando el sheriff no se detiene en la comisaría. Lindor ve el vídeo de vigilancia de Ronald durmiendo en la tumba de su madre. Más tarde deja una nota para Ronald en la lápida. En el presente, Ronald entra en una cabaña remota y enciende una vela en un pastel de cumpleaños que lleva el nombre de «Kelli». |              |                                         |                       |                                                 |                           |                 |                      |
| 12 | 12           | «No Better Than Dogs»                   | Oliver Bokelberg      | Elwood Reid & Brian McCauley Johnson            | 20 de abril de 2021       | 1DHW12          | 2,98                 |
| Mientras canta en un bar, Jerrie ve a Ronald entre la multitud observando, antes de salir corriendo. JW permite que Jenny registre la cabaña del cuidador, y encuentra una cama empapada de sangre con una botella de whisky debajo. Cassie consigue llamar a Dewell y Hoyt desde la parte trasera del auto del sheriff para que puedan escuchar su conversación, y Mark llega para utilizar sus contactos y conseguir la liberación de Cassie. Horst anuncia en un desayuno familiar que JW heredará el rancho. Hablando con Blake más tarde, Horst insinúa que la gente va a descubrir «lo que realmente está pasando» en el rancho, mientras que Blake saca a relucir un hecho siniestro del pasado. Más tarde se muestra a Blake destapando la tumba de alguien llamado Cody, cuando llega JW. Le cuenta a JW que Rand degolló a Cody y que Horst obligó a Blake a enterrar el cuerpo. Jenny localiza a una Rosie golpeada, que habla de que ella y Blake fueron drogados, y que al despertar momentáneamente vio a Rand violándola. Mientras revisa las cosas de Ronald, Scarlet encuentra la nota de Mark, que dice «Siempre estare contigo». Se enfrenta a Ronald por ello, sorprendiéndolo con su propia pistola eléctrica hasta que queda satisfecha con su explicación. |              |                                         |                       |                                                 |                           |                 |                      |
| 13 | 13           | «White Lion»                            | Christina Voros       | Elwood Reid & Morenike Balogun                  | 27 de abril de 2021       | 1DHW13          | 2,69                 |
| Cheyenne descubre el cadáver de Blake. Lo traslada al fondo de un acantilado, alterando la escena para que parezca un suicidio o una caída accidental. Luego se acerca a JW para negociar algunas exigencias a cambio de su ayuda. Jenny continúa investigando el asalto de Rosie, pero el propio padre de ésta insta a Jenny a retroceder. Jenny se acerca a Angela, la recepcionista del alguacil Wagy, para ver qué poder tienen los Kleinsasser sobre la policía. Aunque Angela tiene que callar cuando el alguacil se acerca, desliza una nota a Jenny aceptando hablar con ella más tarde. Mary, la hermana de Scarlet, sigue insistiendo en que Ronald le resulta familiar. Más tarde, Ronald ve un mensaje de Mary en el teléfono de Scarlet que dice: «Arthur no es quien dice». Después de dejar a Scarlet y a su hija, Ronald va a casa de Mary. Al ver que ella ha investigado su verdadero nombre en un ordenador y ha contactado con Dewell & Hoyt, Ronald la asesina con un cúter. Cassie y Mark investigan y encuentran una huella ensangrentada en la casa, pero no a Ronald. También encuentran un cadáver en el congelador del sótano, pero determinan que lleva mucho tiempo allí. Angela visita a Jenny en su habitación de hotel, pero no es capaz de decir mucho antes de que oigan un ruido fuera. Segundos después, un enorme camión se estrella en la habitación. |              |                                         |                       |                                                 |                           |                 |                      |
| 14 | 14           | «Nice Animals»                          | Michael Goi           | Elwood Reid & Jonathan Shapiro                  | 4 de mayo de 2021         | 1DHW14          | 2,62                 |
| Se revela que el conductor del camión es Rand. Jenny sobrevive, pero Angela no. El sheriff Wagy se enfrenta a Horst y le dice que ya no puede protegerlo. Cheyenne sorprende a Wagy en su vehículo, y le advierte de los cambios que se avecinan. Margaret se enfrenta a Horst, declarando audazmente que planea matarlo. En el funeral de Blake, Margaret le dice a JW que sabe lo que hizo. Ronald lleva a Scarlett y Phoebe a una zona de acampada en su gran camión, seleccionando un lugar que no tiene servicio de telefonía móvil. Cassie y Mark revisan la casa de Mary. Mark dice que el cuerpo que hay en el congelador es el de un hombre que desapareció hace unos ocho años, y más tarde se entera de que es el padre de Phoebe, Steve. Jenny visita a la madre de Cole, que está ansiosa por vengarse y dice que Cole habló de aprender secretos en el rancho. Jenny y Cassie vuelven a ver a Gil, quien les muestra una parte del rancho donde Horst ha permitido a las empresas de fracking verter ilegalmente residuos a cambio de enormes pagos en efectivo. Posteriormente, Horst pagó a Wagy para que fuera sus ojos y oídos. Mark y Jerrie registran la casa de Scarlet y se enteran por un vecino de que ella y Phoebe se fueron con un hombre en una gran plataforma. Mark le muestra al hombre una foto de Ronald, y el hombre confirma que es el tipo que vio, pero con el pelo diferente. Ronald es atrapado por Phoebe mientras entierra el cuerpo de Mary en el bosque. |              |                                         |                       |                                                 |                           |                 |                      |
| 15 | 15           | «Bitter Roots»                          | Alonso Álvarez        | Elwood Reid & Dominique Holmes                  | 11 de mayo de 2021        | 1DHW15          | 2,63                 |
| Ronald convence a Phoebe de que está enterrando a un ciervo y dice que deben mantener el secreto. Las cosas van de mal en peor para los Kleinsasser ya que mueren dos niños más. Rand es disparado por Cassie mientras carga contra ella con su camión, y más tarde muere, mientras que Cheyenne dispara a JW mientras la ataca por liberar a Jenny y dejar ir a Gil. El sheriff Wagy y el ayudante Gregor llegan al rancho para investigar, y son recibidos en la entrada por Jenny y Cassie. Gregor le dice a una enfadada Cassie que le ordenaron matarla, pero que decidió no hacerlo. Wagy dice entonces que Gregor debería haberla «enterrado» como le pidió, y Jenny lo graba en su teléfono, usándolo como palanca para mantenerla a ella y a Cassie a salvo. Scarlet recibe una llamada de Lindor, quien afirma que Mary ha desaparecido. Scarlet le dice a Ronald que tienen que ir a la casa de Mary antes de que la policía encuentre algo que ella ha escondido, revelando más tarde que ella mató al padre de Phoebe. También admite que sabe que Arthur es Ronald Pergman, afirmando que comparten un vínculo mayor que el amor. Cuando llegan y encuentran que el congelador ha desaparecido, oyen a Mark y Jerrie derribar la puerta y entrar en la casa. |              |                                         |                       |                                                 |                           |                 |                      |
| 16 | 16           | «Love is a Strange and Dangerous Thing» | Michael Goi           | Elwood Reid, Annakate Chappell & Matthew Tinker | 18 de mayo de 2021        | 1DHW16          | 2,96                 |
| Ronald es capturado por Mark y Jerrie, pero no antes de decirle a Scarlet que recupere el disco duro de Legarski que ha escondido en su casa, llame al número de John Milton y diga: «Me comí la fruta». Cuando Scarlet lo hace, recibe la visita de otro agente de la Patrulla de Carreteras de Montana, que se lleva el disco duro y se lo lleva. En el rancho de los Kleinsasser, Wagy es detenido por las autoridades estatales. Más tarde, Margaret permite que Horst muera asfixiado, con Cheyenne uniéndose a ella y diciendo que ahora pueden dirigir las cosas como quieran. En la cárcel, Ronald hace un trato con Mark para que le entregue a los actores clave de la red de tráfico y le lleve a los cuerpos de Kelli y Mary, si Mark retira la pena de muerte de la mesa. Sin embargo, Ronald prepara una fuga en la carretera con dos pistoleros enmascarados. Jenny dispara y mata a un pistolero, pero el otro le dispara en el abdomen. El segundo pistolero lleva a Ronald a un sitio donde se reúne con Scarlet. Los dos son trasladados a otro vehículo, donde el conductor les da los pasaportes y dice que los va a llevar a Canadá. Scarlet quiere volver a por Phoebe, pero el hombre dice que un niño complica las cosas. Ronald y Scarlet alcanzan al conductor, se deshacen de su cuerpo y se van por su cuenta. Llega la ayuda para Jenny, que le dice a Cassie que busque a Ronald. Cassie recupera un rifle de asalto, roba un coche de policía y se marcha. |              |                                         |                       |                                                 |                           |                 |                      |

### Temporada 2 (2021–22)
| N.º en serie | N.º en temp. | Título                     | Dirigido por              | Escrito por                                  | Fecha de emisión original | Código de prod. | Audiencia (millones) |
| ------------ | ------------ | -------------------------- | ------------------------- | -------------------------------------------- | ------------------------- | --------------- | -------------------- |
| 17           | 1            | «Wakey, Wakey»             | Jeff T. Thomas            | Elwood Reid                                  | 30 de septiembre de 2021  | 2DHW01          | 3,13                 |
| 18           | 2            | «Huckleberry»              | Christina Alexandra Voros | Sharon Lee Watson                            | 7 de octubre de 2021      | 2DHW02          | 2,78                 |
| 19           | 3            | «You Have to Play Along»   | Tasha Smith               | Kyle Long                                    | 14 de octubre de 2021     | 2DHW03          | 2,85                 |
| 20           | 4            | «Gettin' Right to It»      | Rob Seidenglanz           | Mike Flynn                                   | 21 de octubre de 2021     | 2DHW04          | 2,78                 |
| 21           | 5            | «Mother Nurture»           | Darren Grant              | Annakate Chappell                            | 11 de noviembre de 2021   | 2DHW05          | 2,74                 |
| 22           | 6            | «Heart-shaped Charm»       | Ben Hernandez Bray        | Ryan O'Nan                                   | 18 de noviembre de 2021   | 2DHW06          | 2,79                 |
| 23           | 7            | «Little Boxes»             | Lisa Leone                | Brian McCauley Johnson                       | 9 de diciembre de 2021    | 2DHW07          | 2,43                 |
| 24           | 8            | «The End Has No End»       | Jeff T. Thomas            | Dominique A. Holmes                          | 16 de diciembre de 2021   | 2DHW08          | 2,55                 |
| 25           | 9            | «Trust Issues»             | Tanya Hamilton            | Matthew Tinker                               | 24 de febrero de 2022     | 2DHW09          | 2,63                 |
| 26           | 10           | «Happy Thoughts»           | Blackhorse Lowe           | Elwood Reid & Benjy Steinberg                | 3 de marzo de 2022        | 2DHW10          | 2,30                 |
| 27           | 11           | «Do No Harm»               | Nina Lopez-Corrado        | Annakate Chappell                            | 10 de marzo de 2022       | 2DHW11          | 2,45                 |
| 28           | 12           | «A Good Boy»               | Oliver Bokelberg          | Sharon Lee Watson & Ryan O'Nan               | 17 de marzo de 2022       | 2DHW12          | 2,42                 |
| 29           | 13           | «The Shipping News»        | Darren Grant              | Kyle Long & Mike Flynn                       | 24 de marzo de 2022       | 2DHW13          | 2,81                 |
| 30           | 14           | «Dead Man's Float»         | Lisa Leone                | Brian McCauley Johnson & Dominique A. Holmes | 31 de marzo de 2022       | 2DHW14          | 2,46                 |
| 31           | 15           | «The Muffin or the Hammer» | Christina Alexandra Voros | Sharon Lee Watson & Ryan O'Nan               | 7 de abril de 2022        | 2DHW15          | 2,57                 |
| 32           | 16           | «Keys to the Kingdom»      | Claudia Yarmy             | Sharon Lee Watson & Dominique A. Holmes      | 5 de mayo de 2022         | 2DHW16          | 2,40                 |
| 33           | 17           | «Family Matters»           | Loren Yaconelli           | Kyle Long & Brian McCauley Johnson           | 12 de mayo de 2022        | 2DHW17          | 2,13                 |
| 34           | 18           | «Catch a Few Fish»         | Jeff T. Thomas            | Elwood Reid                                  | 19 de mayo de 2022        | 2DHW18          | 2,41                 |

### Temporada 3:Deadly Trails(2022–23)
| N.º en serie | N.º en temp. | Título                                | Dirigido por        | Escrito por                                                | Fecha de emisión original | Código de prod. | Audiencia (millones) |
| ------------ | ------------ | ------------------------------------- | ------------------- | ---------------------------------------------------------- | ------------------------- | --------------- | -------------------- |
| 35           | 1            | «Do You Love An Apple»                | Jeff T. Thomas      | Elwood Reid & Sharon Lee Watson                            | 21 de septiembre de 2022  | 3DHW01          | 2,26                 |
| 36           | 2            | «The Woods Are Lovely, Dark and Deep» | Kelli Williams      | Kyle Long & Christine Roum                                 | 28 de septiembre de 2022  | 3DHW02          | 1,95                 |
| 37           | 3            | «A Brief History of Crime»            | Nimisha Mukerji     | Annakate Chappell & Brian McCauley Johnson                 | 5 de octubre de 2022      | 3DHW03          | 2,28                 |
| 38           | 4            | «Carrion Comfort»                     | Jeff T. Thomas      | Ryan O'Nan & Dominique A. Holmes                           | 12 de octubre de 2022     | 3DHW04          | 2,33                 |
| 39           | 5            | «Flesh and Blood»                     | Lisa Leone          | Sharon Lee Watson & Benjy Steinberg                        | 19 de octubre de 2022     | 3DHW05          | 2,24                 |
| 40           | 6            | «The Bag and the Box»                 | Laura Nisbet-Peters | Kyle Long & Jason Wilborn                                  | 26 de octubre de 2022     | 3DHW06          | 2,59                 |
| 41           | 7            | «Come Get Me»                         | Tori Garrett        | Christine Roum & Annakate Chappell                         | 2 de noviembre de 2022    | 3DHW07          | 2,22                 |
| 42           | 8            | «Dick Hunting»                        | Blackhorse Lowe     | Sharon Lee Watson & Ryan O'Nan                             | 16 de noviembre de 2022   | 3DHW08          | 2,24                 |
| 43           | 9            | «Where There's Smoke There's Fire»    | Keith Powell        | Kyle Long & Brian McCauley Johnson                         | 30 de noviembre de 2022   | 3DHW09          | 2,38                 |
| 44           | 10           | «A Thin Layer of Rock»                | Ben Hernandez Bray  | Jason Wilborn & Dominique A. Holmes                        | 7 de diciembre de 2022    | 3DHW10          | 2,25                 |
| 45           | 11           | «Super Foxes»                         | Lisa Leone          | Christine Roum & Ryan O'Nan                                | 4 de enero de 2023        | 3DHW11          | 2,33                 |
| 46           | 12           | «Are You Mad?»                        | Ben Hernandez Bray  | Jason Wilborn & Annakate Chappell                          | 11 de enero de 2023       | 3DHW12          | 2,23                 |
| 47           | 13           | «That Old Feeling»                    | Jeff T. Thomas      | Elwood Reid & Dominique A. Holmes & Brian McCauley Johnson | 18 de enero de 2023       | 3DHW13          | 2,40                 |

## Producción

### Desarrollo
En enero de 2020, ABC ordenó la producción directa de la serie desarrollada por David E. Kelley. La serie será producida por David E. Kelley Productions, A+E Studios y 20th Television. Kelley y Ross Fineman serán los productores ejecutivos, junto con C. J. Box, Matthew Gross y Paul McGuigan. El 17 de junio de 2020, se anunció que la serie se estrenaría el 17 de noviembre de 2020. El 7 de diciembre de 2020, ABC ordenó seis episodios adicionales, para una temporada completa con 16 episodios. El 4 de mayo de 2021, ABC renovó la serie para una segunda temporada. También se anunció de que Elwood Reid, que fue añadido como productor ejecutivo para la segunda mitad de la primera temporada, va a tomar el relevo de David E. Kelley como showrunner para la segunda temporada. Sin embargo, Kelley seguirá involucrado en la serie y permanecerá como productor ejecutivo. La segunda temporada se estrenó el 30 de septiembre de 2021.
El 13 de mayo de 2022, ABC renovó la serie para una tercera temporada, que se estrenó el 21 de septiembre de 2022 bajo el subtítulo de Deadly Trails.
El 12 de mayo de 2023, ABC canceló la serie luego de tres temporadas.

### Casting
En febrero de 2020, se anunció que John Carroll Lynch, Dedee Pfeiffer, Ryan Phillippe y Katheryn Winnick, se unieron al elenco de la serie. En marzo de 2020, se anunció que Brian Geraghty, Kylie Bunbury, Natalie Alyn Lind y Jesse James Keitel, se unieron al elenco y Bunbury sería la protagonista de la serie. En junio de 2020, se anunció que Jade Pettyjohn se unió al elenco principal de la serie. En agosto de 2020, se anunció que Valerie Mahaffey se unió al elenco principal de la serie. En octubre de 2020, se anunció que Brooke Smith, Jeffery Joseph, Gage Marsh y Gabriel Jacob-Cross se unieron al elenco recurrente de la serie. En diciembre de 2020, se anunció que Camille Sullivan, Chad Willett, Patrick Gallagher, y Sharon Taylor se unieron al elenco recurrente de la serie. En enero de 2021, se anunció que Ted Levine se unió al elenco principal de la serie, mientras que Kyle Schmid, Michelle Forbes, Britt Robertson, Michael Raymond-James, Ryan Dorsey y Omar Metwally se unieron al elenco recurrente de la serie. En abril de 2021, se anunció que Carlos Gómez, Anja Savcic y Zoë Noelle Baker se unieron al elenco recurrente de la serie.

### Rodaje
El rodaje de la primera temporada de la serie comenzó el 27 de agosto de 2020 y está previsto que concluya el 13 de enero de 2021 en Pitt Meadows, Columbia Británica. El rodaje estaba originalmente programado para tener lugar en Albuquerque, Nuevo México, y Las Vegas, Nevada, pero la serie se trasladó a Vancouver en julio de 2020, debido a la pandemia de COVID-19. La serie fue una de muchas producciones en la televisión estadounidense que tuvieron rodaje en Vancouver el cual se interrumpió brevemente la filmación a finales de septiembre de 2020, debido a los retrasos en la entrega de los resultados del elenco y del equipo de las pruebas de COVID-19.

## Lanzamiento

### Marketing
El 9 de septiembre de 2020, ABC lanzó el primer adelanto de la serie.

### Distribución
La serie se estrenó el 17 de noviembre de 2020 en ABC. En Canadá se estrenó en CTV en simultáneo con Estados Unidos. En la India, la serie se lanzó 12 horas después de su emisión en Estados Unidos a través de Disney+ Hotstar. A nivel internacional, el programa estará disponible en exclusiva en Star, el centro de entretenimiento dentro de Disney+ a partir del 23 de febrero de 2021 como un Star Original. y En Latinoamérica la serie se estrenó el 31 de agosto en Star+.

## Recepción

### Críticas
En Rotten Tomatoes la serie tiene un índice de aprobación del 62%, basado en 21 reseñas, con una calificación promedio de 6.76/10. El consenso crítico del sitio dice, «La inestable configuración de Big Sky no le hace muchos favores, pero los televidentes que puedan avanzar pueden encontrar su rápido y retorcido misterio lo suficientemente convincente». En Metacritic, tiene un puntaje promedio ponderado de 58 sobre 100, basada en 16 reseñas, lo que indica «críticas mixtas o medias».

### Audiencias
General
| Temporada | Horario (ET)       | Episodios | Primera emisión          | Primera emisión      | Última emisión      | Última emisión       | Ranking | Prom. de espectadores (millones) | Adultos de 18–49 años (promedio) |
| Temporada | Horario (ET)       | Episodios | Fecha                    | Audiencia (millones) | Fecha               | Audiencia (millones) | Ranking | Prom. de espectadores (millones) | Adultos de 18–49 años (promedio) |
| --------- | ------------------ | --------- | ------------------------ | -------------------- | ------------------- | -------------------- | ------- | -------------------------------- | -------------------------------- |
| 1         | martes 10 p. m.    | 16        | 17 de noviembre de 2020  | 4,15                 | 18 de mayo de 2021  | 2,96                 | 26      | 7,35                             | 1,1                              |
| 2         | jueves 10 p. m.    | 18        | 30 de septiembre de 2021 | 3,13                 | 19 de mayo de 2022  | 2,41                 | 44      | 5,65                             | 0,6                              |
| 3         | miércoles 10 p. m. | 13        | 21 de septiembre de 2022 | 2,26                 | 18 de enero de 2023 | 2,40                 | —       | —                                | —                                |

Temporada 1 (2020–21)
| N.º   | Título                                          | Fecha de emisión        | ÍA (18–49) | Audiencia (millones) | DVR (18–49) | Audiencia DVR (millones) | Total (18–49) | Audiencia total (millones) |
| ----- | ----------------------------------------------- | ----------------------- | ---------- | -------------------- | ----------- | ------------------------ | ------------- | -------------------------- |
| 1     | «Pilot»                                         | 17 de noviembre de 2020 | 0,7        | 4,15                 | 0,8         | 4,56                     | 1,5           | 8,71                       |
| 2     | «Nowhere to Run»                                | 24 de noviembre de 2020 | 0,7        | 4,46                 | 0,7         | 4,00                     | 1,4           | 8,46                       |
| 3     | «The Big Rick»                                  | 1 de diciembre de 2020  | 0,7        | 4,13                 | 0,6         | 3,85                     | 1,3           | 7,98                       |
| 4     | «Unfinished Business»                           | 8 de diciembre de 2020  | 0,6        | 3,51                 | 0,7         | 4,11                     | 1,3           | 7,62                       |
| 5     | «A Good Day to Die»                             | 15 de diciembre de 2020 | 0,6        | 3,96                 | —           | —                        | —             | —                          |
| 6     | «The Wolves Are Always Out for Blood»           | 26 de febrero de 2021   | 0,6        | 3,84                 | —           | —                        | —             | —                          |
| 7     | «I Fall to Pieces»                              | 2 de febrero de 2021    | 0,6        | 3,66                 | 0,5         | 3,19                     | 1,1           | 6,85                       |
| 8     | «The End is Near»                               | 9 de febrero de 2021    | 0,6        | 3,65                 | 0,7         | 4,30                     | 1,3           | 7,95                       |
| 9     | «Let It Be Him»                                 | 16 de febrero de 2021   | 0,7        | 4,14                 | 0,6         | 4,04                     | 1,3           | 8,18                       |
| 10–11 | «Catastrophic Thinking» / «All Kinds of Snakes» | 13 de abril de 2021     | 0,5        | 3,43                 | 0,5         | 3,63                     | 1,0           | 7,06                       |
| 12    | «No Better Than Dogs»                           | 20 de abril de 2021     | 0,4        | 2,98                 | 0,5         | 3,42                     | 0,9           | 6,40                       |
| 13    | «White Lion»                                    | 27 de abril de 2021     | 0,4        | 2,69                 | 0,5         | 3,59                     | 0,9           | 6,28                       |
| 14    | «Nice Animals»                                  | 4 de mayo de 2021       | 0,4        | 2,62                 | 0,5         | 3,51                     | 0,9           | 6,13                       |
| 15    | «Bitter Roots»                                  | 11 de mayo de 2021      | 0,4        | 2,63                 | 0,5         | 3,36                     | 0,8           | 5,99                       |
| 16    | «Love is a Strange and Dangerous Thing»         | 18 de mayo de 2021      | 0,4        | 2,96                 | 0,5         | 3,50                     | 0,9           | 6,46                       |

Temporada 2 (2021–22)
| N.º | Título                     | Fecha de emisión         | ÍA (18–49) | Audiencia (millones) | DVR (18–49) | Audiencia DVR (millones) | Total (18–49) | Audiencia total (millones) |
| --- | -------------------------- | ------------------------ | ---------- | -------------------- | ----------- | ------------------------ | ------------- | -------------------------- |
| 1   | «Wakey, Wakey»             | 30 de septiembre de 2021 | 0,4        | 3,13                 | —           | —                        | —             | —                          |
| 2   | «Huckleberry»              | 7 de octubre de 2021     | 0,3        | 2,78                 | —           | —                        | —             | —                          |
| 3   | «You Have to Play Along»   | 14 de octubre de 2021    | 0,3        | 2,85                 | 0,3         | 3,17                     | 0,7           | 6,02                       |
| 4   | «Gettin' Right to It»      | 21 de octubre de 2021    | 0,4        | 2,78                 | 0,4         | 3,42                     | 0,7           | 6,20                       |
| 5   | «Mother Nurture»           | 11 de noviembre de 2021  | 0,3        | 2,74                 | —           | —                        | —             | —                          |
| 6   | «Heart-shaped Charm»       | 18 de noviembre de 2021  | 0,3        | 2,79                 | 0,4         | 3,23                     | 0,7           | 6,02                       |
| 7   | «Little Boxes»             | 9 de diciembre de 2021   | 0,3        | 2,43                 | 0,4         | 3,36                     | 0,7           | 5,78                       |
| 8   | «The End Has No End»       | 16 de diciembre de 2021  | 0,3        | 2,55                 | —           | —                        | —             | —                          |
| 9   | «Trust Issues»             | 24 de febrero de 2022    | 0,3        | 2,63                 | —           | —                        | —             | —                          |
| 10  | «Happy Thoughts»           | 3 de marzo de 2022       | 0,3        | 2,30                 | —           | —                        | —             | —                          |
| 11  | «Do No Harm»               | 10 de marzo de 2022      | 0,3        | 2,45                 | 0,4         | 2,83                     | 0,6           | 5,30                       |
| 12  | «A Good Boy»               | 17 de marzo de 2022      | 0,3        | 2,42                 | 0,3         | 2,72                     | 0,5           | 5,13                       |
| 13  | «The Shipping News»        | 24 de marzo de 2022      | 0,3        | 2,81                 | 0,4         | 2,81                     | 0,7           | 5,62                       |
| 14  | «Dead Man's Float»         | 31 de marzo de 2022      | 0,3        | 2,46                 | 0,3         | 2,76                     | 0,6           | 5,23                       |
| 15  | «The Muffin or the Hammer» | 7 de abril de 2022       | 0,3        | 2,57                 | 0,3         | 2,73                     | 0,6           | 5,29                       |
| 16  | «Keys to the Kingdom»      | 5 de mayo de 2022        | 0,3        | 2,40                 | —           | —                        | —             | —                          |
| 17  | «Family Matters»           | 12 de mayo de 2022       | 0,2        | 2,13                 | —           | —                        | —             | —                          |
| 18  | «Catch a Few Fish»         | 19 de mayo de 2022       | 0,3        | 2,41                 | —           | —                        | —             | —                          |

Temporada 3 (2022–23)
| N.º | Título                                | Fecha de emisión         | ÍA (18–49) | Audiencia (millones) | DVR (18–49) | Audiencia DVR (millones) | Total (18–49) | Audiencia total (millones) |
| --- | ------------------------------------- | ------------------------ | ---------- | -------------------- | ----------- | ------------------------ | ------------- | -------------------------- |
| 1   | «Do You Love An Apple»                | 21 de septiembre de 2022 | 0,3        | 2,26                 | 0,2         | 2,63                     | 0,5           | 4,89                       |
| 2   | «The Woods Are Lovely, Dark and Deep» | 28 de septiembre de 2022 | 0,2        | 1,95                 | 0,3         | 2,66                     | 0,5           | 4,60                       |
| 3   | «A Brief History of Crime»            | 5 de octubre de 2022     | 0,2        | 2,28                 | 0,3         | 2,78                     | 0,5           | 5,06                       |
| 4   | «Carrion Comfort»                     | 12 de octubre de 2022    | 0,3        | 2,33                 | 0,3         | 2,53                     | 0,6           | 4,86                       |
| 5   | «Flesh and Blood»                     | 19 de octubre de 2022    | 0,2        | 2,24                 | 0,2         | 2,40                     | 0,5           | 4,64                       |
| 6   | «The Bag and the Box»                 | 26 de octubre de 2022    | 0,3        | 2,59                 | 0,3         | 2,36                     | 0,6           | 4,95                       |
| 7   | «Come Get Me»                         | 2 de noviembre de 2022   | 0,3        | 2,22                 | 0,2         | 2,27                     | 0,5           | 4,49                       |
| 8   | «Duck Hunting»                        | 16 de noviembre de 2022  | 0,2        | 2,24                 | 0,3         | 2,61                     | 0,5           | 4,86                       |
| 9   | «Where There's Smoke There's Fire»    | 30 de noviembre de 2022  | 0,3        | 2,38                 | —           | —                        | —             | —                          |
| 10  | «A Thin Layer of Rock»                | 7 de diciembre de 2022   | 0,2        | 2,25                 | —           | —                        | —             | —                          |
| 11  | «Super Foxes»                         | 4 de enero de 2023       | 0,2        | 2,33                 | 0,3         | 2,57                     | 0,5           | 4,90                       |
| 12  | «Are You Mad?»                        | 11 de enero de 2023      | 0,2        | 2,23                 | —           | —                        | —             | —                          |
| 13  | «That Old Feeling»                    | 18 de enero de 2023      | 0,3        | 2,40                 | —           | —                        | —             | —                          |

1. ↑  Las clasificaciones de Live+7 no estaban disponibles, así que se han utilizado las clasificaciones de Live+3 en su lugar.